# Arthur Hughes
Pour les articles homonymes, voir Hughes.

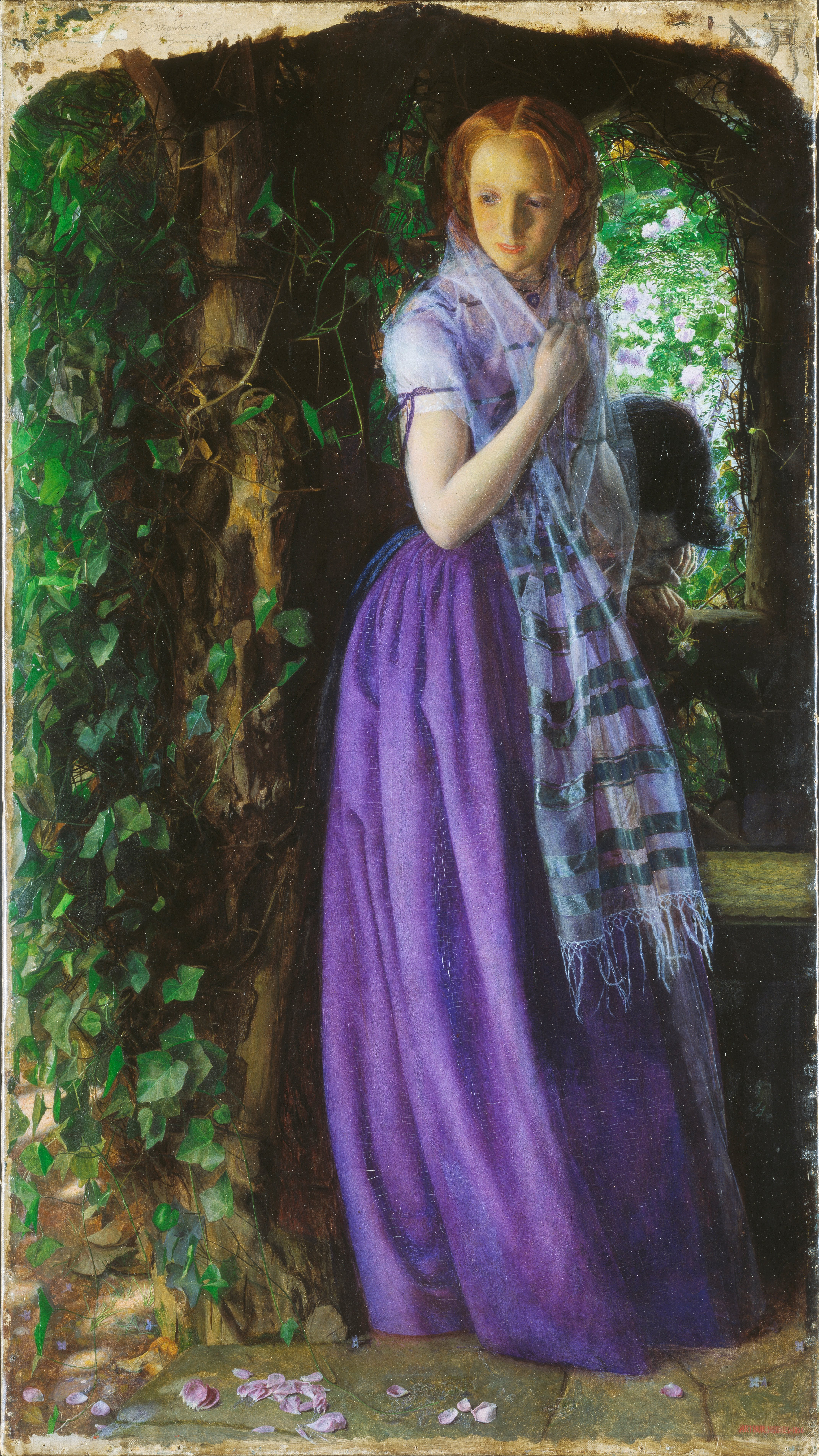
April Love, 1856

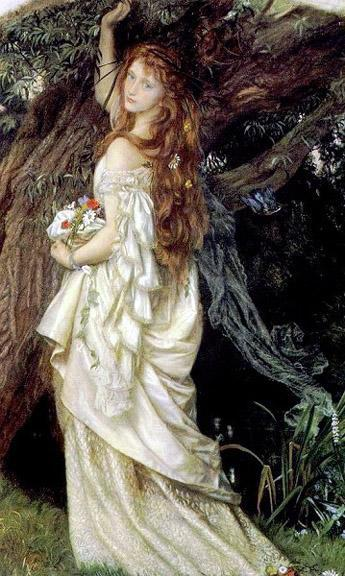
Ophelia

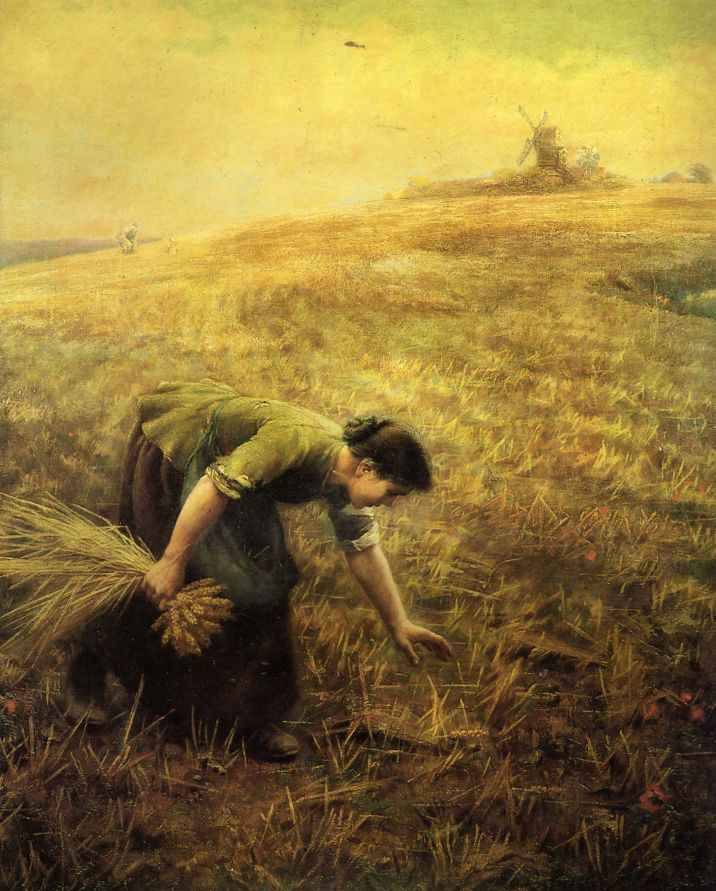
Gleaning

Arthur Hughes, né le 27 janvier 1831 à Londres et mort le 23 décembre 1915 à Kew, est un peintre et illustrateur anglais associé au mouvement préraphaélique.
Ses deux œuvres les plus connues sont Amour d'avril et Le Long Engagement. Il a aussi peint une Ophelia - comme John Everett Millais, qu’il imite.
Hughes meurt dans Kew Green, à Londres, laissant à peu près 700 peintures et dessins connus, mais aussi plus de 750 couvertures de livres.